# 白石春樹
白䂖 春樹（しらいし はるき、1912年（明治45年）1月2日 - 1997年（平成9年）3月30日）は、愛媛県伊予郡松前町出身の政治家。愛媛県議会議員時代に自由民主党愛媛県連を率いてリーダーシップを発揮し、保守王国愛媛の基盤を作り、愛媛県知事を4期務めた。同郷で、「四国の大将」と呼ばれた実業家・坪内寿夫とは、特に晩年、犬猿の仲であった。

## 経歴

### 県議時代まで
旧制愛媛県立松山商業学校（現在の愛媛県立松山商業高等学校）を経て、官立高松高等商業学校（現在の香川大学経済学部）に進み、1933年（昭和8年）3月に卒業する。
1947年（昭和22年）4月、愛媛県議会議員に当選。戦後の混乱期に、農業団体での活動をバックボーンに、地方政治の世界に足を踏み入れた。そして、行動力を遺憾なく発揮し、実力者として頭角を現わし、「影の知事」とすら呼ばれる存在感を発揮した。県議会議員6期を通じ、自由民主党愛媛県連幹事長（1956年就任）、愛媛県議会議長（1957年就任）を務めた。
この時代の、保守王国・愛媛の政治体制は、県行政=県知事を頂点とし、周辺に自民党県議団が控え、各地域選出の県会議員を通じ市町村を掌握するという、縦の関係であった。さらに、地元国会議員も県政に関しては積極的な関与はしない、独自のルールができあがっていく。これが、白石が構築した保守王国の体制であった。
特に、銅山川分水、道前道後農業水利事業、勤務評定紛争などの解決などに精力的に取り組んだ。
1963年（昭和38年）の愛媛県知事選挙における選挙違反事件で久松定武陣営の総括責任者として逮捕された。1審・2審で有罪となり、1968年（昭和43年）上告を取り下げて有罪が確定するが、明治百年記念恩赦により公民権を回復した。

### 県知事時代

白石が1973年に制定した愛媛県章（1989年廃止）

1971年（昭和46年）1月28日、久松定武知事のあとを受け、第46代（民選3代）愛媛県知事に就任する。保守王国・愛媛において、自由民主党が圧倒的多数を占める県議会は、県と二人三脚で県政推進へと邁進していった。こうした体制は、時代背景に加え、白石の独特の人心掌握術があいまってこそのものであった。
知事就任と同時に、人間尊重と生活優先の「生活福祉県政」を標榜し、県民生活・福祉の向上に努める。以後、1973年の「身の回り行政」、1974年の「文化社会政策」、1976年「第三の生活福祉県政」、1978年「地域主義県政」を提唱。このように、キャッチフレーズそのものは移り変わっていくが、「れんげ草」の県政という言葉にあるように、根底にあるのは県民の生活を豊かにするという思考であった。
知事初当選時に公約として、
1. 南予水資源の開発（南予用水、野村ダム等）
2. 瀬戸内海大橋（本州四国連絡橋尾道今治ルートをこう呼んでいた）の建設
3. 愛媛大学医学部の誘致

という三大目標を掲げ、実現を果たした。
加えて、南予レクリエーション都市、県総合運動公園、松山空港、四国縦貫・横断自動車道（今日の松山自動車道）、県総合福祉センター、県民文化会館などの大型プロジェクトを積極的に推進した。
他県との関係では、1982年（昭和57年）に「西瀬戸経済圏構想」を打ち出し、広島・大分両県との関係強化を図った。
国との関係では、田中派をはじめとした大物国会議員とのパイプの太さを誇り、本州四国連絡橋の着手などの成果につながり、後にはテレトピア、ニューメディア・コミュニティ、マリノベーション、グリーントピアなどその当時の中央省庁の各種構想の地域指定による地域振興を図った。
白石の知事就任時は、物価、公害問題などの社会問題が発生していたものの、人々はさらなる豊かさを求めてなお経済開発が求められていた時代であり、経済成長に伴う財政力や陳情による国からの補助獲得等を背景として県営の大型施設の建設も進みやすい時代ではあった。また、中央とのパイプも太く、自民党県連を束ね、県と自民党県連とが一枚岩となって国主導の開発プロジェクトを誘致し、地域振興につなげていく方式で、それが政治的実力者の証とされた時代であった。白石は4期連続で当選し、16年間知事の座にあった。
1987年（昭和62年）1月27日、任期満了をもって愛媛県知事を退く（後継は、副知事として白石県政を支えた伊賀貞雪）。
退任から10年後の1997年（平成9年）3月30日に死去（享年85）。

## 政治スタイル・性格
自己の主張・信念には強気を通し、県議当選初期の革新勢力との対決、知事時代には玉ぐし料公費支出（後任の伊賀知事になり公費支出とりやめ）や対立していた坪内寿夫率いる日刊新愛媛への取材拒否事件などの強権的姿勢も目立ち、地元では「白石天皇」と揶揄されることもあった。

## 著作
- 『生きがい』（全7巻）、『花筏』など

## 参考資料
- 今井瑠璃男『愛媛県政二十年』若葉社、1966年
- 愛媛県総務部広報文書課『白石知事十六年』非売品、1987年
- 北原鉄也『保守王国の政治 愛媛政治批評』創風社出版、1991年
- 星島一夫（編著）『白石春樹の研究 ある地方保守政治家の軌跡』啓文社、1993年
- 宮住冨士夫『県紙の興亡 愛媛新聞日刊新愛媛』自費出版、1997年